# ビアーズ基準
ビアーズ基準（ビアーズきじゅん、英語: Beers Criteria）とは、高齢者における潜在的に不適切な医薬品の使用を認識するために、マーク・ビアーズによって提唱された基準とそれに合致した薬の一覧である。高齢者の医療において有害な副作用（薬物有害事象）を減少するための方策である。一般にビアーズリストと呼ばれる。ビアーズと共同で開発された日本版ビアーズ基準も公開されている。
潜在的に不適切な医薬品とは、2種類あり、高齢者において効果が無いか、不要に高い危険性があり、他に代替の医薬品がある医薬品か、特定の病態において避けることが望ましい医薬品である。
アメリカ合衆国におけるビアーズ基準は、1991年に公開されて以来、1997年、2003年と改定され、広く高齢者介護の分野で用いられたが、ビアーズ医師は2009年に死去した。2012年に、アメリカ老年医学会（AGS）がビアーズ基準を更新し、3年ごとに更新するとしている。ビアーズ基準は、簡便性を担保するために網羅を目指したものではなく、一覧に挙げられる薬剤は代表的なものであり、薬効や特に副作用が同類の薬剤は、同様に扱われることを意味する。

## 高齢者の薬物療法
高齢者では、薬物を代謝したり排泄する能力が低下していたり、服薬数の増加による多剤併用によって、緊急入院となるような薬物有害反応が出やすい。日本は先進国でも際立った高齢化社会である

## ビアーズ基準の開発と改定
1980年代、ハーバード大学の特別研究員であった医師のマーク・ビアーズは、ボストン周辺の高齢者施設入所者における、抗精神病薬やジフェンヒドラミン、鎮静催眠剤といった向精神薬の使用を調査し、そうした薬は制限なく用いられ、一部では医療職員による綿密な監督がなく、これらの薬による利益が得られておらず、しばしば混乱や身体の震戦といった副作用の原因になっていた。
介護施設における薬剤使用の適切性を判断する基準がない時代において、ビアーズは専門家のコンセンサスによって薬を選考するという、独創的な手法によって、不適切な薬剤処方を明確に定義する基準を開発していった。当初は、論文掲載にあたって論文を査読する人に、文献を網羅し、専門家による可否を数値化し平均を算出し、意見を取り込むという薬剤選定の方法論を理解してもらうのに苦労したという（方法論は後に記す）。ボストンでの研究を下地にして、1991年に公開されたビアーズ基準は、介護施設入所者を対象としたものであり、鎮静剤、筋弛緩薬、抗ヒスタミン薬や抗うつ薬を含み、有害となる可能性を説明している。
後に更新された1997年版は、65歳以上の高齢者すべてに対象を拡大した。2003年版では、学術論文の知見を採用し、薬剤の相対的な重篤度を割り当てた。このようにして、ビアーズ基準の高齢者において潜在的に不適切な薬は拡充されてきた。しかし、2009年にビアーズは不意に死去することとなる。
2012年に、アメリカ老年医学会（AGS）がビアーズ基準を更新し、新しい薬や新たな証拠のため定期的に更新する必要があり、3年ごとに更新すると報道されている。アメリカ老年医学会は、診療ガイドラインの開発に用いられる手法によって、システマティック・レビューと、証拠の格付けを用い、また11人の老年医療と薬物療法の専門家を介してビアーズ基準を更新した。これにより示される薬の一覧は、あくまで目安であり、個別的には最良の治療として用いられることがある。

## 日本版ビアーズ基準
2008年には、ビアーズと共同で国立保健医療科学院の研究者らが公開した日本版ビアーズ基準も公開されている。この日本版ビアーズ基準の解説書は2014年に出版されており、ビアーズの助言である「臨床医の観点からの具体的な解説」を反映するために、各薬剤に関する説明はそれぞれ専門の医師によって執筆され、特に向精神薬についてはどの薬剤も高齢者では一定の危険性があるため、薬剤の具体名を取り上げていないといった配慮もなされている。

### 選考委員会
ビアーズ基準では、恣意的な指針や、比較的得やすい証拠の格付けの低い研究に基づくのではなく、これらのどちらでもない専門家のコンセンサスによって不適切な薬剤を選定している。そして、その手法が透明性と妥当性を持つために世界的に広まったと考えられ、日本語版ビアーズ基準もこの独創的な手法に準拠した。日本語版の開発者の今井博久は、ビアーズとその共同研究者のフィックとで方法論を話し合った。以下である。
1. アメリカのビアーズ基準に掲載された、日本で発売されている薬剤を専門委員会で選考する。
2. さらなる薬剤を探索するための、MEDLINEを用いた文献探索（システマティック・レビュー）。
3. 候補となったそれらの薬剤が適切であるかを選定する質問票を用意し、選考する。
4. 質問票を解析し平均値を算出し、何度か下記の選考委員会での意見を含め繰り返す。
5. ランド研究所が開発したデルファイ法という、相互に出した意見を参照してから再び意見をするという手法で、選考委員会で選考する。

なおコンセンサスを形成する専門家9名は、内科学、臨床老年医学、老年精神神経学、臨床薬理学、薬剤疫学の専門家であり、地域でも東日本6名、西日本3名、年齢層も40代、50代、60代にばらけるものである。

### 日本老年医学会のリスト
2005年に日本老年医学会が公開した「高齢者に対して特に慎重な投与を要する薬物のリスト」は、専門家のコンセンサスに基づいて、ビアーズのリストに対応した日本の薬剤を選定し、その7割がビアーズ基準の薬剤一覧と同じである。これは『高齢者の安全な薬物療法ガイドライン 2005』に含まれ、また学会のウェブサイトにも公開されている。
日本老年医学会は2015年4月には、10年ぶりにガイドラインを改定するために、案として薬剤の一覧を公開している。

## 各国のリスト
カナダでも1997年に、病態と薬剤の組み合わせについて不適切と考えられるリストを公開している。フランスでも、高齢者における潜在的に不適切な薬剤のリストが公開されている。ドイツのリストも存在する。
韓国でも2005年に公開され普及しているとされ、韓国保険審査評価院（HIRA）が全韓のレセプトデータベースを解析したりといった活用がなされている。

## 潜在的に不適切な薬
潜在的に不適切な医薬品（PIM:Potentially Inappropriate Medication）とは、2種類あり、高齢者において効果が無いか、不要に高い危険性があり、他に代替の医薬品がある医薬品グループか、特定の病態において避けることが望ましい医薬品グループである。アメリカ老年医学会の2012年の改定版には、さらに慎重に使用する必要がある薬というグループも追加されている。